# Суслов, Владимир Павлович
Влади́мир Па́влович Су́слов (23 августа 1923 — 11 марта 1996) — советский дипломат. Чрезвычайный и полномочный посол.

## Биография
Участник Великой Отечественной войны. В должности командира отделения пулемётной роты 685-го стрелкового полка участвовал в Сталинградской битве, был тяжело ранен.
На дипломатической работе с 1948 года.
- В 1948—1953 годах — сотрудник центрального аппарата МИД СССР.
- В 1953—1955 годах — сотрудник Постоянного представительства СССР при ООН.
- В 1955—1957 годах — на ответственной работе в центральном аппарате МИД СССР.
- В 1957—1961 годах — советник Постоянного представительства СССР при ООН.
- В 1961—1962 годах — советник МИД СССР.
- В 1962—1963 годах — старший помощник министра иностранных дел СССР А. А. Громыко.
- В 1963—1965 годах — заместитель Генерального секретаря ООН по политическим вопросам и делам Совета международной безопасности.
- В 1965—1973 годах — на ответственной работе в центральном аппарате МИД СССР.
- С 1973 года — заведующий II Европейским отделом, член коллегии МИД СССР.

Похоронен в Москве на Троекуровском кладбище.

## Награды
- орден Отечественной войны I степени (11 марта 1985)
- 3 ордена Трудового Красного Знамени (31 декабря 1966; 22 октября 1971; 27 декабря 1977)
- орден Дружбы народов (22 августа 1983)
- медаль «За отвагу» (10 декабря 1942)
- другие медали